# 라몬 알폰세다
라몬 알폰세다 이 포우스(스페인어: Ramón Alfonseda i Pous, 1948년 3월 4일, 카탈루냐 주 그라노예르스 ~)는 스페인의 전직 축구 선수로, 1970년대에 활동했다.

## 클럽 경력
1948년 3월 4일에 카탈루냐 주 그라노예르스에서 출생한 그는 공격수로 117번의 경기(리그 한전 98경기)에 출전해 27골을 기록했고, 1969년부터 1973년까지 바르셀로나 선수로 활동했다. 1971년, 그는 마드리드의 산티아고 베르나베우에서 열린 발렌시아와의 코파 델 헤네랄리시모 결승전 경기에서 종료 8분을 남기고 4-3 결승골을 기록해 우승을 도왔다.
그는 1977년에 레반테에서 은퇴했는데, 그에 앞서 그는 엘체에서도 3년을 활동했다. 2003년을 기점으로, 알폰세다는 바르셀로나의 전직 선수 연합 회장을 맡았다.

## 국가대표팀 경력
그는 1968년 하계 올림픽에 스페인 선수단 일원으로 참가했다.

## 수상
바르셀로나
- 코파 델 헤네랄리시모: 1970-71